# Trypauchen vagina
Trypauchen vagina (лат.) — вид рыб из рода Trypauchen семейства оксудерковые, обитающий в Индо-Тихоокеанском регионе. Имеет удлинённое тело длиной от 20 до 22 см. Красновато-розового цвета, имеет характерные мешочки на верхних краях жаберных крышек. Живёт в норах на илистом дне в морских и солоноватых водах. У него уменьшенные глаза, полностью покрытые кожей, а передняя часть головы защищена толстой кожей. Оба приспособления помогают ему рыть норы.

## Описание
Trypauchen vagina имеет удлинённое тело длиной от 20 до 22 см. Анальный, хвостовой и два спинных плавника слиты вместе перепончатыми структурами, образуя непрерывную оторочку вокруг задней части тела. Брюшные плавники также полностью срослись, образуя чашеобразный присасывательный диск. В грудных плавниках от 15 до 20 лучей, причём верхние лучи длиннее нижних.
Тупое рыло, «подбородок» и область вокруг глаз покрыты утолщённой кожей, помогающей копать. Рот перекошен. У рыбы два ряда острых клыкообразных зубов на обеих челюстях. Зубы внешних рядов крупнее, чем внутренних. Глаза маленькие и полностью покрыты кожей. На подбородке отсутствуют усики. На верхних краях жаберных крышек имеются характерные овальные отверстия, переходящие в мешковидные полости. Эти мешочки присутствуют только у нескольких родов подсемейства Amblyopinae. Их назначение неизвестно.
У Trypauchen vagina красновато-розовая окраска с пятнами. Щеки, область глаз и область за жабрами и над грудными плавниками ярко-красные. Все плавники бесцветные и полупрозрачные.

## Распространение
Trypauchen vagina встречается на мелководьях в морских и солоноватых водах Индийского океана, Персидского залива и западной части Тихого океана, от Кувейта до Новой Каледонии. В 2011 году вид обнаружен в Средиземном море. Это стало результатом лессепсианской миграции из Индо-Тихоокеанской области в восточную часть Средиземного моря через Суэцкий канал. Trypauchen vagina также был обнаружен у берегов Южной Африки.

## Экология
Вид предпочитает жить в норах на илистом или грязевом дне эстуариев и прибрежных районов. Всеяден, в основном охотится на мелких ракообразных, которые появляются возле нор.

## Таксономия
Trypauchen vagina был описан как Gobius vagina немецкими ихтиологами Маркусом Элиезером Блохом и Иоганном Готлобом Шнайдером в 1801 году. Это типовой вид рода Trypauchen, включающего всего два вида. Второй вид рода — Trypauchen pelaeos. Род был выделен в 1837 году французским зоологом Ашилем Валансьеном. Родовое название происходит от др.-греч. τρύπα (trupa, «отверстие») и αυχενος (aukhenos, «шея»). Видовое название происходит от лат. vagina, что означает «ножны для меча».